# Gyldenstolpia
Gyldenstolpia är ett släkte gnagare i familjen hamsterartade gnagare med två arter som förekommer i Sydamerika. Arterna infogades fram till 2009 i släktet jättevattenråttor.

## Taxonomi
Den danska zoologen Herluf Winge undersökte 1887 ett fossil från Brasilien bestående av ett halvt kranium och beskrev det som Scapteromys fronto. Året 1932 fick Nils Gyldenstolpe ytterligare ett exemplar från Argentina bestående av ett skadat kranium och en ofullständig päls. Gyldenstolpe upptäckte att båda föremål liknade varandra men han antog att de föreställer olika arter på grund av vid skilda fyndplatser. Båda exemplar samt några andra taxa infogades 1966 av Phillip Hershkovitz i släktet jättevattenråttor (Kunsia). Gyldenstolpes exemplar deklarerades som underart av Kunsia fronto och en annan population som upptäcktes 1972 blev likaså underart, K. f. planaltensis. En revision av tribus Akodontini inom underfamiljen Sigmodontinae klassificerade Gyldenstolpia som ett nytt släkte med arterna Gyldenstolpia fronto och Gyldenstolpia planaltensis.

## Utseende
Liksom Kunsia tomentosus, som blir kvar i släktet jättevattenråttor, är arterna stora gnagare med en absolut längd (med svans) av cirka 30 cm och en vikt av ungefär 150 kg. Svansen är bara lite längre än huvud och bål tillsammans och ovansidans täckhår är borstiga. Typiska är de små fjällen på svansen varav varje bär tre hår. Klorna vid fram- och baktassar är stora och kraftiga. Pälsen på ovansidan är mörkbrun till gråbrun och den kan glänsa grönaktig under vissa ljusförhållanden. Det finns ingen tydlig gräns mot den ljusgråa undersidan. Arterna har en enfärgad svans. Ett fåtal undersökta honor hade fyra par spenar. På grund av tändernas konstruktion antas att arterna är växtätare.

## Utbredning
Släktets medlemmar är kända från olika fyndplatser i södra Brasilien och norra Argentina. De hittades i savannlandskapet Cerradon i områden som liknar marskland på grund av att de tidvis översvämmas. Olika döda exemplar upptäcktes i grottor.
De enskilda arters utbredning:
- Gyldenstolpia fronto, känd från grottor i Minas Gerais (Brasilien) respektive provinsen Chaco (Argentina).[1]
- Gyldenstolpia planaltensis, delstaten Mato Grosso (Brasilien)[2]

## Status
Av Gyldenstolpia fronto är inga individer dokumenterade sedan 1890-talet. Den listas av IUCN som akut hotad (CR) men den kan redan vara utdöd. Även Gyldenstolpia planaltensis hotas av urbanisering i utbredningsområdet. Den listas inte av IUCN men den borde enligt en avhandling från 2017 listas som akut hotad (CR).